# Formatie van Aalter
De Formatie van Aalter of Aalter Formatie (sic, afkorting: Aa; genoemd naar Aalter in Oost-Vlaanderen) is een geologische formatie in de ondergrond van het noordwesten van België. De formatie bestaat uit mariene kleien en zanden, die afgezet zijn in de zee die het noorden en midden van België bedekte tijdens het Eoceen.
De formatie dagzoomt in de provincies Oost- en West-Vlaanderen en vormt een maximaal 30 meter dik pakket in de ondergrond. Ze wigt uit naar het oosten en is ten oosten van Antwerpen niet meer aanwezig. De basis van de formatie bestaat uit glauconietrijk kleiig zand, waarin klei-, humus- en veenlaagjes voorkomen (Zand van Aalterbrugge). Daarop volgt een pakket klei-, zand- en zandsteenlagen, waarin bovenin fossielen voorkomen (Klei van Beernem). De top van de formatie bestaat uit fossielrijk glauconiethoudend fijn zand (Zand van Oedelem).
De Formatie van Aalter heeft een ouderdom van Laat-Ypresiaan tot Vroeg-Lutetiaan (ongeveer 48 miljoen jaar oud) en behoort tot de Zenne Groep. Boven op de formatie ligt de Formatie van Brussel, of als deze afwezig is de Formatie van Lede. Beide behoren ook tot de Zenne Groep. Onder de formatie liggen afzettingen van de Formatie van Gentbrugge (mariene kleien en zanden uit het Laat-Ypresiaan).